# شادی (فیلم ۱۹۹۷)
شادی (به تامیلی: Ullaasam) و (به انگلیسی: Joy) فیلمی هندی محصول سال ۱۹۹۷ و به کارگردانی جی. دی-جری است. در این فیلم بازیگرانی همچون آجیت کومار، ویکرام، ماهسواری و سریویدیا ایفای نقش کرده‌اند.